# Star Trek : Générations
Pour les articles homonymes, voir Star Trek (homonymie).
Série Star Trek
Star Trek 6 : Terre inconnue
(1991) Star Trek : Premier Contact
(1996)
Pour plus de détails, voir Fiche technique et Distribution.
Star Trek : Générations (Star Trek: Generations) est un film américain de science-fiction réalisé par David Carson et sorti en 1994.
Septième film de la saga cinématographique Star Trek, Star Trek : Générations constitue une transition entre l'équipage de la série originale et celui de La Nouvelle Génération. En effet, c'est la dernière apparition du capitaine Kirk, secondé par Scotty et Chekov.
Le remaniement de l'équipe s'explique par le fait que les studios Paramount Pictures ont souhaité que le film soit compréhensible par les non-initiés, et donc simplifié sur de nombreux points et en particulier la rencontre entre le capitaine James Kirk et le capitaine Jean-Luc Picard.

## Synopsis
En 2293, les officiers de Starfleet à la retraite James T. Kirk, Montgomery Scott et Pavel Chekov sont invités à l'inauguration du nouveau vaisseau : l'Enterprise NCC-1701-B. Lors de la parade le navire reçoit un appel de détresse de deux vaisseaux transportant des réfugiés El-Aurian, dont la planète vient d'être ravagée par les Borgs, pris au piège dans le Nexus, un ruban énergétique mystérieux. L'opération de sauvetage tourne mal : seulement 47 personnes sauvées. Parmi elles un scientifique El-Aurian, Tolian Soran. Si l'Enterprise B est sauvée, le capitaine Kirk est porté disparu et considéré comme mort au combat.
En 2371, soixante-dix huit ans plus tard, les membres de l'équipage de l'Enterprise NCC-1701-D, dirigé par le capitaine Jean-Luc Picard, sauvent (de nouveau) Tolian Soran de la destruction de sa base stellaire. Ce dernier fera tout pour faire aboutir son plan qui vise à le faire retourner dans ce mystérieux ruban énergétique - en fait une porte vers une nouvelle dimension appelée Nexus - et qui rend inévitable la destruction de l’USS Enterprise et de deux systèmes solaires, ainsi que la mort de millions de personnes. Dans sa course contre le temps pour arrêter Soran, le Capitaine Picard recevra l'aide de la dernière personne à laquelle il s'attendait.

## Fiche technique
- Titre : Star Trek : Générations
- Titre original : Star Trek: Generations
- Réalisation : David Carson
- Scénario : Rick Berman, Ronald D. Moore et Brannon Braga, d'après une histoire de Rick Berman et les personnages créés par Gene Roddenberry
- Photographie : John A. Alonzo
- Musique : Dennis McCarthy
- Montage : Peter E. Berger
- Décors : Herman F. Zimmerman
- Direction artistique : Sandy Veneziano
- Costumes : Robert Blackman
- Producteur : Rick Berman

Coproducteur : Peter Lauritson
Producteur délégué : Bernard Williams
- Production et distribution : Paramount Pictures
- Pays d'origine :  États-Unis
- Langues originales : anglais, klingon
- Budget : 35 000 000 $[2] (estimation)
- Genre : science-fiction
- Durée : 117 minutes
- Dates de sortie[3] :

 États-Unis : 18 novembre 1994
 France : 29 mars 1995

## Distribution
- Patrick Stewart (VF : Jean-Claude de Goros ; VQ : Ronald France) : le capitaine Jean-Luc Picard
- Jonathan Frakes (VF : Sylvain Lemarié ; VQ : Benoît Rousseau) : le commandeur William T. Riker
- Brent Spiner (VF : Yves Beneyton ; VQ : Daniel Picard) : le lieutenant-commandeur Data
- LeVar Burton (VF : Marc Bretonnière ; VQ : Gilbert Lachance) : le lieutenant-commandeur Geordi La Forge
- Michael Dorn (VF : Benoît Allemane ; VQ : Victor Désy) : le lieutenant puis lieutenant-commandeur Worf
- Gates McFadden (VQ : Claudine Chatel) : Dr Beverly Crusher
- Marina Sirtis (VF : Déborah Perret ; VQ : Claudie Verdant) : Deanna Troi
- Malcolm McDowell (VF : Alain Choquet ; VQ : Pierre Auger) : Dr Tolian Soran
- James Doohan (VF : Georges Aubert ; VQ : Benoît Marleau) : le capitaine Montgomery « Scotty » Scott
- Walter Koenig (VF : Gilbert Lévy ; VQ : Luis de Cespedes) : le commandeur Pavel Chekov
- William Shatner (VF : Denis Savignat ; VQ : Dominique Briand) : le capitaine James Tiberius Kirk
- Alan Ruck (VF : Charles Borg ; VQ : Sébastien Dhavernas) : le capitaine John Harriman
- Jacqueline Kim (VF : Hélène Chanson ; VQ : Chantal Baril) : l'enseigne Demora Sulu
- Barbara March (VQ : Sophie Faucher) : Lursa
- Gwynyth Walsh (VQ : Françoise Faucher) : B'Etor
- Whoopi Goldberg (VF : Maïk Darah ; VQ : Anne Caron) : Guinan
- Patti Yasutake : Alyssa Ogawa (en)
- Lynn Salvatori : Antonia
- Guy Vardaman : Darien Wallace
- Tim Russ : un lieutenant

## Production

### Genèse et développement
Après la sortie de Star Trek 6 : Terre inconnue en 1991, il est envisagé de produire un nouveau film en y incluant les personnages de la série Star Trek : La Nouvelle Génération, diffusée depuis 1987 à la télévision. La Paramount approche alors le producteur de la série, Rick Berman, pour produire un nouveau film Star Trek. Rick Berman approche Ronald D. Moore et Brannon Braga en leur précisant que le studio a approuvé un accord pour deux films. Les deux scénaristes pensaient que Rick Berman leur avait donné rendez-vous pour leur annoncer que Star Trek : La Nouvelle Génération allait être annulé. Leur première ébauche de script est finalisée en juin 1992.
Rick Berman pense que le film peut servir de passage de relais entre les personnages de la série originale et Star Trek : La Nouvelle Génération. Dans le script initial, les personnages de la série originale n'apparaissaient que durant le prologue avec le personnage de Guinan pour servir de lien. La question de la mort du Capitaine Kirk a longtemps été débattue, après que l'idée de faire mourir un personnage de La Nouvelle Génération soit refusée. Le studio et William Shatner suivent alors de très près l'évolution de l'écriture.
En mars 1994, le script est remanié avec notamment une séquence dans laquelle John Harriman entraîne ses prédécesseurs sur l'Enterprise B. L'histoire personnelle de Jean-Luc Picard est ensuite étoffée, à la demande de Patrick Stewart, pour être plus dramatique et touchante.
Alors que la production cherche un réalisateur, Leonard Nimoy décline l'offre et refuse également de reprendre son rôle de Spock. Le Britannique David Carson est alors choisi, malgré son inexpérience au cinéma (il avait cependant déjà mis en scène des épisodes de Star Trek : La Nouvelle Génération et Star Trek: Deep Space Nine).

### Attribution des rôles
Leonard Nimoy a refusé de reprendre son rôle de Spock, notamment après avoir lu le script : il a l'impression que les dialogues liés au personnage pourraient être prononcés par n'importe qui d'autre. Les répliques de Spock seront finalement attribuées au personnage de Scotty. DeForest Kelley devait quant à lui reprendre son rôle de Leonard McCoy. Mais en raison de sa santé, il ne peut obtenir l'assurance obligatoire pour tourner. Ses dialogues sont alors incorporés à ceux de Pavel Chekov.
Les producteurs ont demandé à George Takei de reprendre son rôle de Hikaru Sulu. Mais l'acteur trouve que le personnage n'est pas assez exploité et refuse de revenir. Jacqueline Kim incarne alors sa fille Demora, qui reprend les répliques prévues pour Hikaru Sulu.
L'acteur Tim Russ joue le rôle d'un lieutenant (non vulcain). Il tiendra plus tard le rôle d'un Vulcain, le Lieutenant Commander Tuvok dans Star Trek: Voyager.

### Tournage

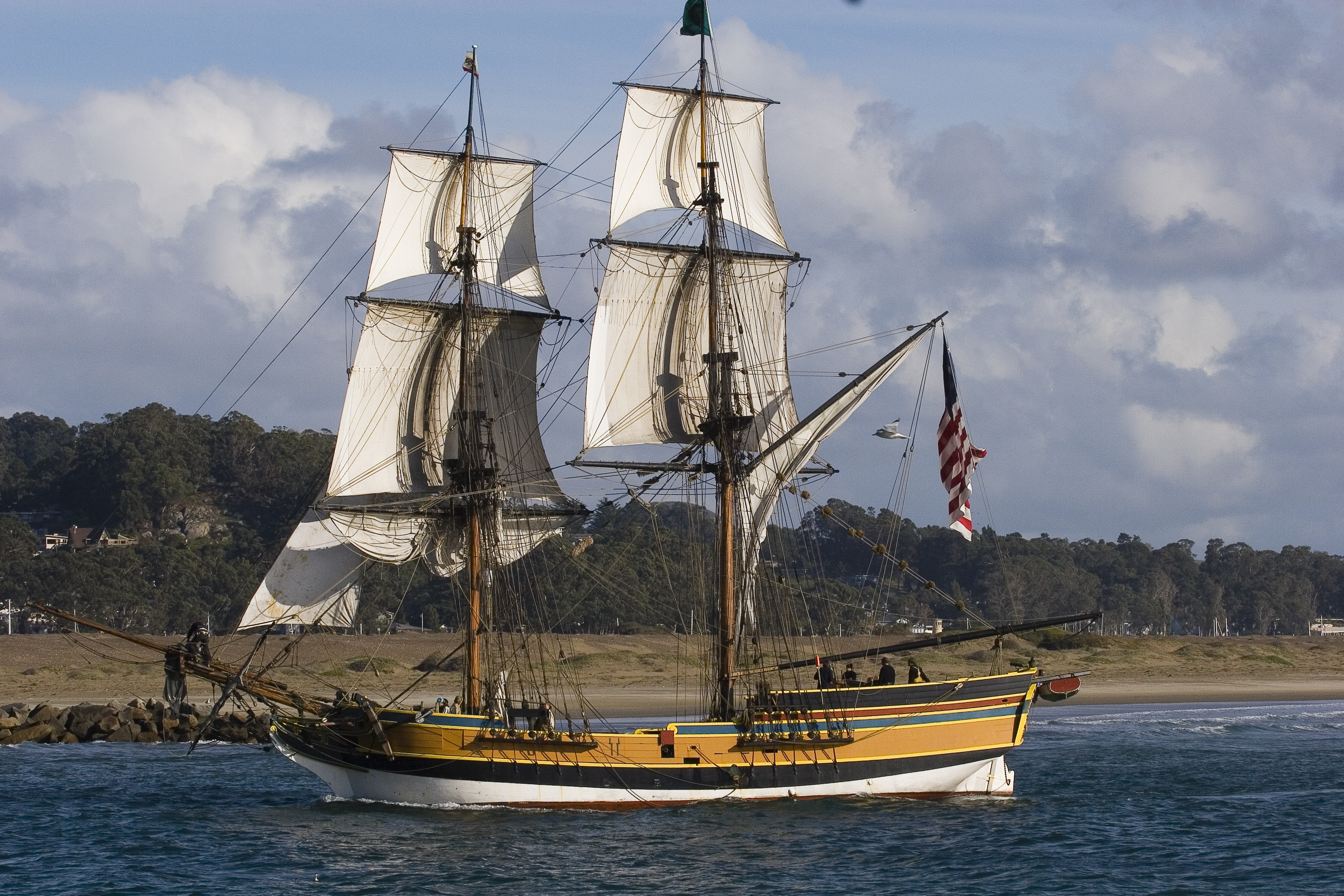
Le Lady Washington a servi pour une recréation en holodeck.

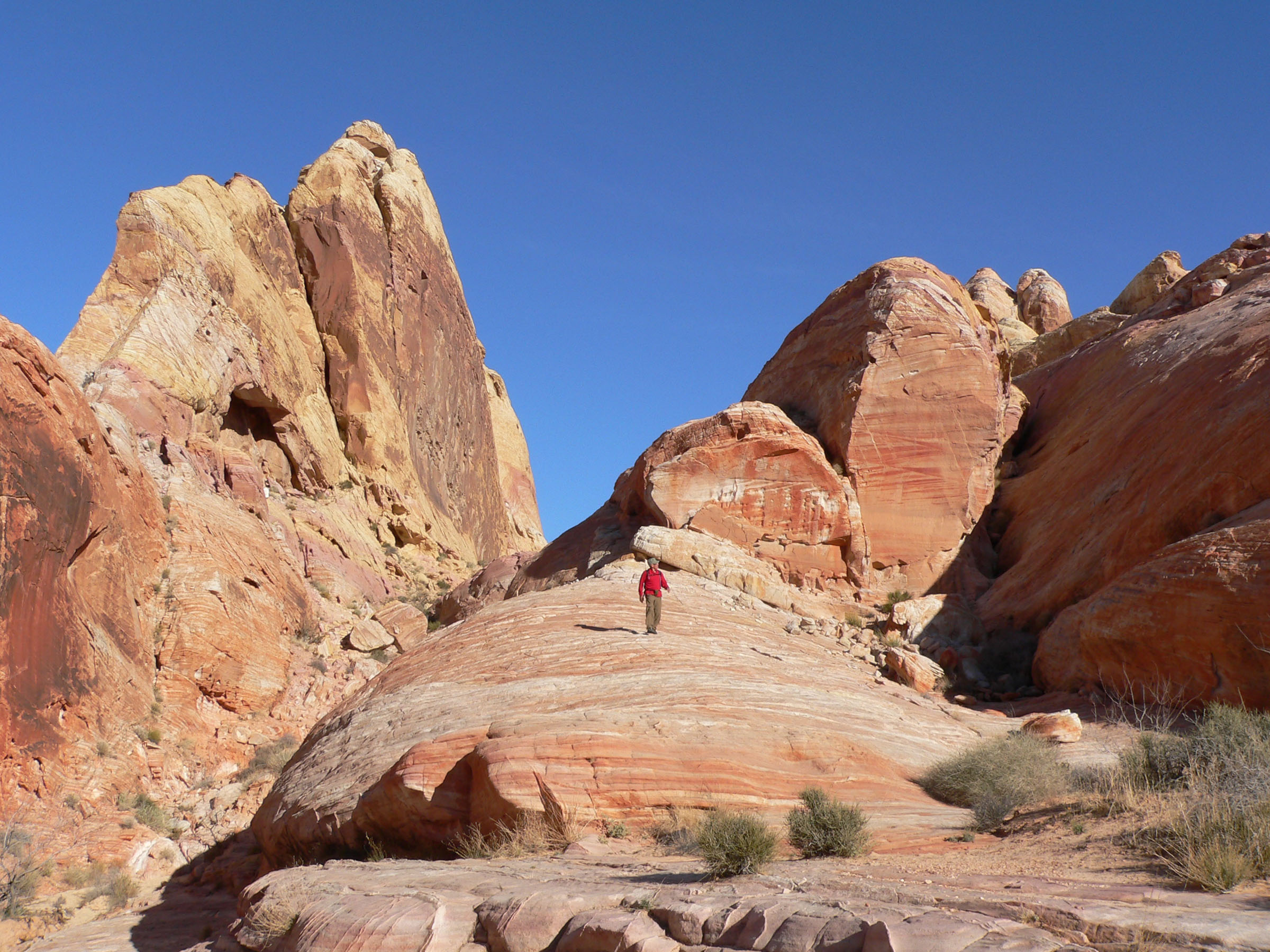
La Valley of Fire, dans le Nevada, a servi pour la planète Veridian III.

Le tournage débute alors que celui de la septième et dernière saison de Star Trek : La Nouvelle Génération a lieu. Les scènes sans les acteurs principaux de La Nouvelle Génération sont tournées en premier. L'épisode final de la série est diffusé aux États-Unis le 23 mai 1994, soit quelques mois avant la sortie en salles de Star Trek : Générations.
Pour la cérémonie de promotion de l'Enterprise B en holodeck, le Lady Washington est utilisé, et certains membres de son équipage apparaissent même dans le film.
Le climax du film sur Veridian III est tourné pendant une dizaine de jours dans la Valley of Fire près de Las Vegas. Le tournage y a été rude, en raison de fortes chaleurs, surtout pour William Shatner portant un costume assez épais.
D'autres scènes sont tournées à Pasadena, Alabama Hills, Palmdale et dans les Paramount Studios de Los Angeles.

### Musique
Bandes originales de Star Trek
Star Trek VI : Terre inconnue
(1991) Star Trek : Premier Contact
(1996)
Dennis McCarthy compose la bande originale. C'est sa première contribution à la saga ; il retravaillera sur Star Trek: Voyager l'année suivante.
Liste des titres
1. Star Trek Generations Overture* 4:14[13]
2. Main Title* 2:53
3. The Enterprise-B* / Kirk Saves the Day 3:13
4. Deck 15* 1:41
5. Time Is Running Out 1:12
6. Prisoner Exchange 2:57
7. Outgunned 3:21
8. Out of Control / The Crash 2:07
9. Coming To Rest :57
10. The Nexus / A Christmas Hug 7:07
11. Jumping the Ravine 1:37
12. Two Captains* 1:32
13. The Final Fight 6:15
14. Kirk's Death* 2:45
15. To Live Forever* 2:42
Effets sonores
16. Enterprise-B Bridge 3:13
17. Enterprise-B Doors Open 0:13
18. Distress Call Alert 0:10
19. Enterprise-B Helm Controls 0:16
20. Nexus Energy Ribbon 1:38
21. Enterprise-B Deflector Beam 0:08
22. Enterprise-B Warp Pass-By 0:14
23. Enterprise-D Transporter 0:12
24. Tricorder 0:30
25. Hypo Injector 0:03
26. Communicator Chirp 0:06
27. Door Chime 0:07
28. Enterprise-D Warp Out #1 0:22
29. Bird of Prey Bridge/Explosion 2:51
30. Klingon Sensor Alert 0:08
31. Bird of Prey Cloaks 0:04
32. Bird of Prey De-Cloaks 0:10
33. Klingon Transporter 0:12
34. Soran's Gun 0:11
35. Soran's Rocket De-Cloaks 0:05
36. Shuttlecraft Pass-By 0:21
37. Enterprise-D Bridge/Crash Sequence 3:21
38. Enterprise-D Warp Out #2 0:09

* = contient le thème de Star Trek composé par Alexander Courage

## Accueil

### Box-office
C'est l'un des moins bons films de la saga au box-office, arrivant 8e sur 12.
| Pays / Région | Box-office          | Nombre de semaines | Classement TLT | Source          |
| Paris         | 61 897 entrées      | -                  | -              | JP box-office   |
| France        | 220 935 entrées     | -                  | -              | JP box-office   |
| États-Unis    | 75 671 125 dollars  |                    | -              | Box Office Mojo |
| Mondial       | 119 912 463 dollars |                    | -              | JP box-office   |

## Distinctions

### Récompenses
- ASCAP Film and Television Music Awards 1995 : prix ASCAP top box-office pour Dennis McCarthy[18]
- Sci-Fi Universe Magazine 1995 : prix des lecteurs pour le meilleur scénario

### Nominations
- Saturn Awards 1995 : meilleur film de science-fiction, meilleure actrice dans un second rôle pour Whoopi Goldberg
- Prix Hugo 1995 : meilleur film dramatique
- Razzie Awards 1995 : pire second rôle masculin pour William Shatner